# Euprosopia ramosa
Euprosopia ramosa är en tvåvingeart som beskrevs av Mcalpine 1973. Euprosopia ramosa ingår i släktet Euprosopia och familjen bredmunsflugor. Inga underarter finns listade i Catalogue of Life.